# IC 1738
IC 1738 est une lointaine galaxie spirale barrée. Elle est située dans la constellation de la Baleine à environ 590 millions années-lumière de la Voie lactée. Elle a été découverte par l'astronome américain Lewis Swift en 1895. La base de données NASA/IPAC classe cette galaxie comme une spirale intermédiaire, mais l'image de l'étude SDSS montre la présence d'une barre. Le classement de spirale barrée par le professeur Seligman et par Wolfgang Steinicke semble mieux convenir.
La classe de luminosité de IC 1738 est II et elle présente une large raie HI.
Selon A.M. Garcia, IC 1738 fait partie du même groupe de galaxies que NGC 681 et NGC 701. Bien que NGC 701 (voir l'image) ainsi que NGC 681 soit dans la même région de la sphère céleste, ces deux galaxies sont à moins de 100 millions d'années-lumière de la Voie lactée. La lointaine galaxie IC 1738 ne fait donc pas partie du même groupe.
Une mesure non basée sur le décalage vers le rouge (redshift) donne une distance d'environ 76,2 Mpc (∼249 millions d'al). L'incertitude sur cette valeur n'est pas donnée sur la base de données NED et elle est loin à l'extérieur des distances calculées en employant la valeur du décalage.